# Brad Falchuk
Brad Falchuk, né en 1971, est un scénariste de télévision, réalisateur et producteur américain. Il est surtout connu pour son travail sur les séries télévisées Nip/Tuck, Glee, American Horror Story, Scream Queens, Pose, The Politician et 9-1-1.

## Vie privée
En 2016, Brad officialise sa relation avec l'actrice américaine Gwyneth Paltrow.
Le 7 janvier 2018, ils annoncent leurs fiançailles sur les réseaux sociaux. Ils se marient le 30 septembre 2018.

## Filmographie

### Scénariste
- depuis 2025 : 9-1-1: Nashville (également showrunner)
- 2024 : Les Frères Sun (8 épisodes, également showrunner)
- 2021–2024 : American Horror Stories (24 épisodes, également showrunner)
- 2020–2025 : 9-1-1 : Lone Star (72 épisodes, également showrunner)
- 2019–2020 : The Politician (15 épisodes, également showrunner)
- depuis 2018 : 9-1-1 (124 épisodes, également showrunner)
- 2018–2021 : Pose (26 épisodes, également showrunner)
- 2015–2016 : Scream Queens (23 épisodes, également showrunner)
- depuis 2011 : American Horror Story (132 épisodes, également showrunner)
- 2011 : Glee, le concert 3D
- 2009–2015 : Glee (121 épisodes, également showrunner)
- 2003–2010 : Nip/Tuck (18 épisodes)
- 2001–2002 : Invasion planète Terre (5 épisodes)

### Production
- depuis 2026 : American Love Story
- depuis 2025 : 9-1-1: Nashville
- 2024 : Skategoat
- 2024 : Les Frères Sun (8 épisodes)
- 2021–2024 : American Horror Stories (24 épisodes)
- 2020–2025 : 9-1-1 : Lone Star (72 épisodes)
- 2019–2020 : The Politician (15 épisodes)
- depuis 2018 : 9-1-1 (117 épisodes)
- 2018–2021 : Pose (26 épisodes)
- 2016–2021 : American Crime Story (26 épisodes)
- 2015–2016 : Scream Queens (23 épisodes)
- depuis 2011 : American Horror Story (132 épisodes)
- 2011 : Glee, le concert 3D
- 2009–2015 : Glee (121 épisodes)
- 2004–2010 : Nip/Tuck (87 épisodes)

### Réalisateur
- 2019–2020 : The Politician (3 épisodes)
- 2015–2016 : Scream Queens (4 épisodes)
- 2009–2014 : Glee (19 épisodes)
- 2007–2009 : Nip/Tuck (4 épisodes)